# 町田市民文学館ことばらんど
町田市民文学館ことばらんど（まちだしみんぶんがくかん ことばらんど）は、東京都町田市の公立文学館。元々この地にあった町田市公民館の建物（1978年竣工）の一部を再利用して使用しており、開館にあたって増改築が行われた。

## 概要
1997年（平成9年）の遠藤周作死去時に蔵書や遺品の一部が町田市に寄贈されたことから、文学館開設の機運が高まり、当時の市長寺田和雄が開設準備懇談会を発足し、森村誠一を会長にスタートさせる。旧町田市公民館の閉鎖から4年間の準備期間を経て、2006年（平成18年）に開館した。「文学」や「ことば」に関する展示を幅広く行っており、入館料は無料である。
町田は、江戸期より文人、歌人を多く出している。2000年代現在も赤瀬川原平、常盤新平、など現役の作家、著述家、児童文学作家らが多数在住している。
交通量が比較的多い、文学館通り（旧・公民館通り）に面しており、建物は3階建て。1階に、町田ゆかりの文学者たちの著書やそれらが収蔵された資料閲覧室とパネル展示、喫茶コーナーがある。2階は展示室と講堂。3階は、研究会、読書会などの利用のための大小の会議室がある。
文学館が所蔵する蔵書は一部の禁帯出図書を除いて、貸出を受けることが出来る。

## 町田ゆかりの文学者
- 石川桂郎
- 遠藤周作
- 北村透谷
- 桜田常久
- 白洲次郎
- 白洲正子
- 谷田昌平
- 野田宇太郎
- 峰隆一郎
- 宮川哲夫
- 八木重吉
- 八木義徳
- 若林牧春

## 刊行物
- 『町田ゆかりの文学者　ことばの森の住人たち』2006年
- 『遠藤周作とPaul Endo（ポール・エンドー）― 母なるものへの旅』2007年
- 『町田市民文学館蔵　遠藤周作蔵書目録（欧文篇）光の序曲』2007年

## 利用案内
開館時間
- 9:00～22:00（展示室は10:00～16:30、資料閲覧室の利用は10:00～17:00）

休館日
- 毎週月曜日（休日の場合は開館）
- 毎月第2木曜日（祝日の場合は次の平日が休館）
- 年末年始（12月29日～1月4日）
- 特別整理日等